# アルベルト・ロドリゲス・リブレロ
アルベルト・ロドリゲス・リブレロ（Alberto Rodoriguez Librero, 1971年5月11日 - ）は、スペイン・セビリア出身の映画監督・脚本家。

## 経歴
1971年にアンダルシーア地方のセビリアに生まれ、セビリア大学情報科学部で映像学と音響学を学んだ。アマチュア監督として映画人としての経歴をスタートさせた。1997年にはサンティアゴ・アモデオと共同で、30,000ペセタの予算で短編『Banco』を製作した。この作品は15の賞を受賞し、1999年には400万ペセタの予算とシネマスコープでの新バージョンの撮影を許された。2000年には長編『El factor Pilgrim』を製作し、サン・セバスティアン国際映画祭で審査員特別新人監督賞を受賞した。
2005年の『7人のバージン』（2005年）はゴヤ賞で新人男優賞（ヘスス・カローサ）を受賞し、自身は監督賞と脚本賞にノミネートされた。『After』（2009年）でもゴヤ賞の脚本賞にノミネートされた。『UNIT 7 ユニット7/麻薬取締第七班』（2012年）はゴヤ賞で最多の16部門にノミネートされ、助演男優賞（フリアン・ビリャグラン）・新人男優賞（ホアキン・ヌニェス）の2部門で受賞した。
2013年にはグアダルキビール川の沼地の環境を舞台とした警察物の映画『マーシュランド』を撮影し、2014年9月に公開された。フェロス賞ではドラマ賞（ドラマ映画の最優秀作品賞）や監督賞を受賞し、ハビエル・グティエレスが主演男優賞を、フリオ・デ・ラ・ロサが作曲賞を受賞した。ゴヤ賞では最多の17部門にノミネートされ、作品賞・監督賞・主演男優賞（ハビエル・グティエレス）・新人女優賞（ネレア・バロス）・オリジナル脚本賞・オリジナル作曲賞・撮影賞・編集賞・美術賞・衣装デザイン賞の10部門で受賞した。
2016年の『スモーク・アンド・ミラーズ 1000の顔を持つスパイ』はゴヤ賞で11部門にノミネートされ2部門で受賞。ロドリゲスはラファエル・コボスとともに脚色賞を受賞した。
ロドリゲスはテレビでも活動しており、歴史シリーズのイスパニア、ラ・レジェンダでは4エピソードを監督した。2013年にはアンダルシーア勲章を授与され、2015年にはイホ・プレディレクト・デ・アンダルシーア（アンダルシーアのお気に入りの息子）の称号を授与された。

## フィルモグラフィー

### 長編映画
- El factor Pilgrim（2000年）
- El traje（2002年）
- 『7人のバージン』 7 vírgenes（2005年） - 2006年ラテンビート映画祭で日本公開
- After（2009年）
- 『UNIT 7 ユニット7/麻薬取締第七班』Grupo 7（2012年）
- 『マーシュランド』 La isla mínima（2014年）
- 『スモーク・アンド・ミラーズ 1000の顔を持つスパイ』El hombre de las mil caras（2016年）

### 短編映画
- Bancos（1999年）

## 受賞
ゴヤ賞
| 年     | 作品                                            | 部門   | 結果       |
| ------ | ----------------------------------------------- | ------ | ---------- |
| 2005年 | 7人のバージン                                   | 監督賞 | ノミネート |
| 2005年 | 7人のバージン                                   | 脚本賞 | ノミネート |
| 2009年 | After                                           | 脚本賞 | ノミネート |
| 2012年 | UNIT 7 ユニット7/麻薬取締第七班                 | 監督賞 | ノミネート |
| 2012年 | UNIT 7 ユニット7/麻薬取締第七班                 | 脚本賞 | ノミネート |
| 2014年 | マーシュランド                                  | 監督賞 | 受賞       |
| 2014年 | マーシュランド                                  | 脚本賞 | 受賞       |
| 2016年 | スモーク・アンド・ミラーズ 1000の顔を持つスパイ | 監督賞 | ノミネート |
| 2016年 | スモーク・アンド・ミラーズ 1000の顔を持つスパイ | 脚色賞 | 受賞       |

サン・セバスティアン国際映画祭
| 年     | 作品              | 部門                 | 結果 |
| ------ | ----------------- | -------------------- | ---- |
| 2000年 | El factor Pilgrim | 審査員特別新人監督賞 | 受賞 |

スペイン映画批評家協会賞
| 年   | 作品                                            | 部門   | 結果 |
| ---- | ----------------------------------------------- | ------ | ---- |
| 2014 | マーシュランド                                  | 監督賞 | 受賞 |
| 2014 | マーシュランド                                  | 脚本賞 | 受賞 |
| 2016 | スモーク・アンド・ミラーズ 1000の顔を持つスパイ | 監督賞 | 受賞 |
| 2016 | スモーク・アンド・ミラーズ 1000の顔を持つスパイ | 脚色賞 | 受賞 |